# Franziskanerkloster St. Paul (Eisenach)

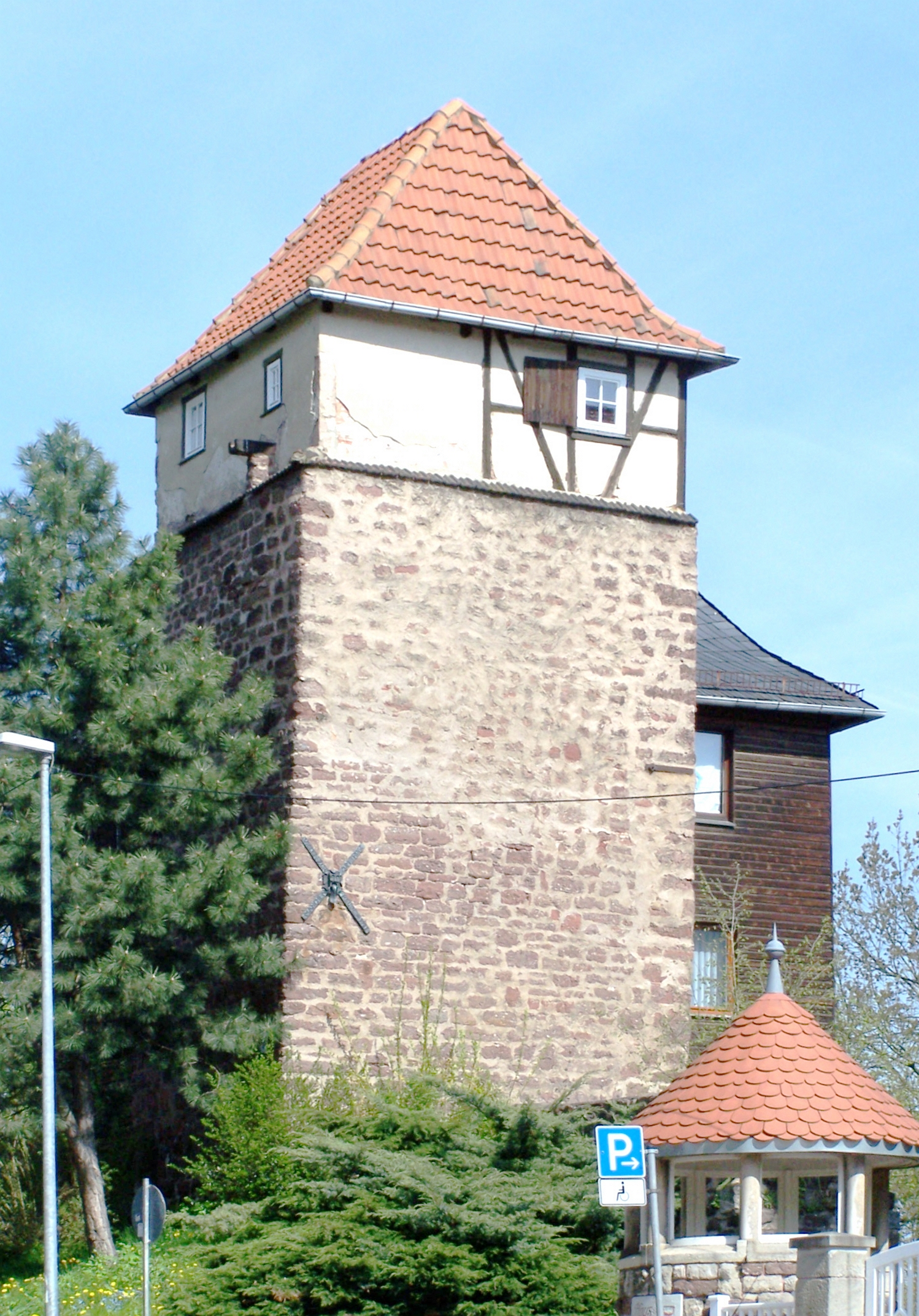
Glockenturm des Paulanerklosters

Das Franziskanerkloster St. Paul  war ein Kloster des Franziskanerordens in Eisenach. Es bestand von 1225 bis zu seiner Auflösung im Zuge der Reformation im Jahr 1525.

## Lage
Das Kloster befand sich auf einem Gelände, welches heute die (obere) Marktschule am Pfarrberg und südlich der Esplanade bis an den Rand der südlichen Stadtmauer mit dem Glockenturm und einen östlich der Schule befindlichen Hotelkomplex umfasst.

## Geschichte
Um das Jahr 1224 stiftete die Landgräfin Elisabeth ein Franziskanerkloster in Eisenach. Wohl auf ihre Veranlassung erhielten die Brüder des 1210 gegründeten Ordens der Minderbrüder („ordo fratrum minorum“), eines Barfüßer- oder Bettelordens, ein noch unbebautes Hanggrundstück südlich, unmittelbar oberhalb des landgräflichen Steinhofes, geschenkt. Ursprünglich soll es nur ein kleines, aus Holz errichtetes Gebäude gewesen sein, das die Ordensmänner neben der bereits aus Stein erbauten Franziskanerkirche errichtet hatten. Holzbauten waren im damaligen Eisenach noch die Regel. Schon 1225 kamen die ersten Franziskaner aus Erfurt ins Eisenacher Kloster, dabei sollen dem Kloster auch einige Reliquien übergeben worden sein. Es gehörte zur Ordensprovinz Teutonia und ab 1230, nach Teilung der Provinz infolge der schnellen Ausbreitung des Ordens in Mitteleuropa, zur Sächsischen Franziskanerprovinz (Saxonia). Spätromanische Tonnengewölbe der damaligen Klosterwirtschaftsgebäude und einige aufgefundene Grabsteine sind die wenigen sichtbaren Zeugen des spätmittelalterlichen Klosters. Das Eisenacher Kloster wurde dem heiligen Paulus geweiht, es trägt deshalb auch den Beinamen Paulanerkloster.
Der Friedhof im hinteren Teil des Klostergeländes wurde gemeinsam mit der benachbarten Pfarrkirche St. Georg genutzt. Die Franziskaner blieben nur bis zum Jahre 1525 in Eisenach. Im Verlauf des „Pfaffensturms“ im Zuge der Reformation kam es im Stadtgebiet zu zahlreichen Ausschreitungen und zu Plünderungen von Klöstern und Kirchen, denen auch das Franziskanerkloster zum Opfer fiel. Die Georgenkirche wurde so schwer beschädigt, dass man den evangelischen Gottesdienst notgedrungen in der Klosterkirche der Franziskaner abhalten musste. 1561 verlor die Franziskanerkirche mit Fertigstellung des Neubaus der Georgenkirche ihre Stellung als Stadtpfarrkirche. Nach fortschreitender Baufälligkeit erfolgte 1599 auf Anweisung von Herzog Johann Ernst der Abriss. Das gewonnene Abbruchmaterial wurde für den Erweiterungsbau des Residenzschlosses verwendet. Die angrenzenden Klostergebäude und der umfangreiche Besitz waren bereits säkularisiert. Mit der Angliederung des Klostergeländes an die benachbarte herzogliche Residenz waren umfangreiche Abbrucharbeiten verbunden, zugleich entstand im stark hängigen Gelände ein fürstlicher Lustgarten mit der Bezeichnung Charlottenburg – zum Teil noch auf altem Friedhofsgelände gelegen. Auf Veranlassung des Eisenacher Herzogs begann 1732 an gleicher Stelle der Bau einer, unvollendeten, Garnisonskirche.

## Bauliches

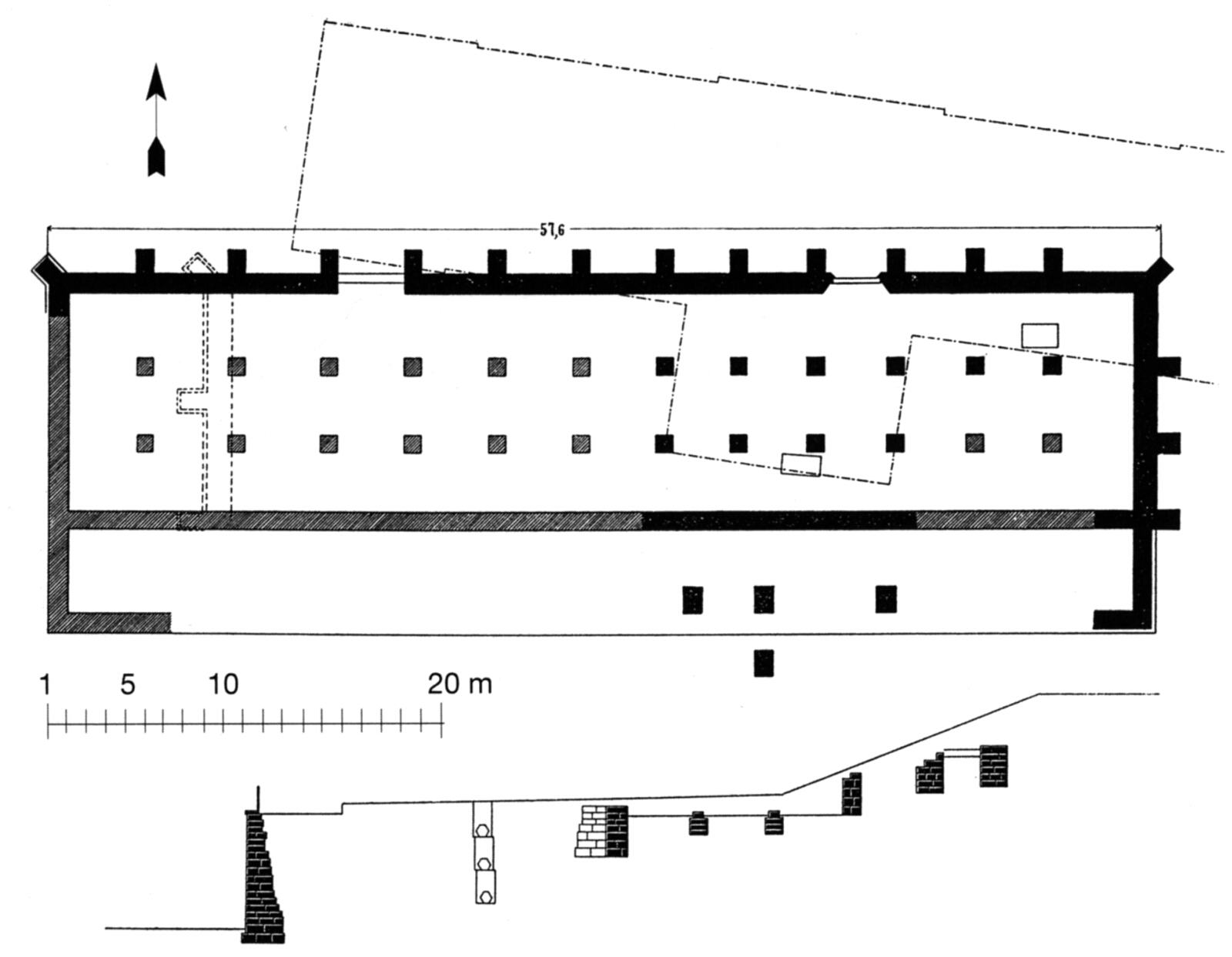
Grundriss Franziskanerkirche St. Paul Eisenach

Bei den Bauarbeiten für die Charlottenschule und bei anderen Gründungsarbeiten stießen die Arbeiter auf Baureste des Klosters. Die Franziskanerkirche am Pfarrberg konnte so teilweise rekonstruiert werden. Es handelte sich um eine 57,6 Meter lange  romanische Kirche mit einer dreischiffigen Krypta.
Bauliche Parallelen lassen sich in vergleichbaren Thüringer Franziskanerklöstern finden, insbesondere in Saalfeld; Arnstadt und Mühlhausen. Es handelte sich stets (mit Ausnahme von Saalfeld) um einschiffige Klosterkirchen mit einer Länge zwischen 50 und 60 Metern. Der Grundriss in Eisenach zeigt eine langgestreckte, bei einer schätzungsweisen Breite von 15,3 Metern vermutlich einschiffige Anlage mit einem östlich sich anschließenden, querrechteckigen Chor, der wie in Arnstadt und Saalfeld nicht eingezogen ist. Die Unterkirche wies bei dreischiffiger Baustruktur mit gleicher Breite der Schiffe die Außenmaße des oberen Kirchenraums auf, was auf eine Rezeption der Mutterkirche San Francesco in Assisi hindeutet.